# 神山典杏
神山 典杏（かみやま のあ、2002年7月23日 - ）は、日本のタレント。栃木県日光市出身。スマイルオンを経てビィー・カンパニー所属。日光観光大使。

## 略歴
2015年4月、栃木のローカルヒーロー番組「雷様剣士 ダイジ」第48話「出会いの季節　～日光市～」より、とめおとめ姫 愛（下野愛）として登場し活動する。2017年には、地元栃木の「2017 うつのみや花火大会」イメージガールに選ばれた。その後、タレントのヒロミが立ち上げた芸能事務所「ビィー・カンパニー」に移籍した。

## 出演

### テレビドラマ
- 雷様剣士ダイジ（2015年4月〜2018年3月）

### ラジオ
- RBZ水曜日（2015年7月22日）[5]

### タイアップ
- 「2017 うつのみや花火大会」イメージガール[4]